# Communauté d'agglomération de Haguenau
Pour les articles homonymes, voir CAH.
La communauté d'agglomération de Haguenau (CAH) est une communauté d'agglomération française située dans la collectivité européenne d'Alsace. Elle fait partie du pôle métropolitain d'Alsace qui fédère les grandes intercommunalités alsaciennes.
Créée le 1er janvier 2017, elle regroupe trente-six communes et près de 96 000 habitants. Elle est présidée par Claude Sturni depuis le 9 janvier 2017.

## Historique
La communauté d'agglomération de Haguenau est créée par un arrêt préfectoral du 26 octobre 2016 et voit le jour le 1er janvier 2017. Elle est le fruit de la fusion de quatre intercommunalités : les communautés de communes de la région de Haguenau, de Bischwiller et environs, de la région de Brumath et du Val de Moder. 
Cette réforme institutionnelle s’inscrit dans le cadre de la loi portant nouvelle organisation territoriale de la République (loi dite  « NOTRe »), dont l’objectif est de simplifier le paysage administratif français.

## Territoire communautaire

### Géographie
La communauté d'agglomération de Haguenau fait partie du pôle métropolitain d'Alsace.

### Composition
La communauté d'agglomération est composée des 36 communes suivantes :

| Nom                    | Code Insee | Gentilé                 | Superficie (km2) | Population (dernière pop. légale) | Densité (hab./km2) |
| ---------------------- | ---------- | ----------------------- | ---------------- | --------------------------------- | ------------------ |
| Haguenau (siège)       | 67180      | Haguenoviens            | 182,59           | 36 070 (2022)                     | 198                |
| Batzendorf             | 67023      | Batzendorfois           | 6,74             | 968 (2022)                        | 144                |
| Bernolsheim            | 67033      | Bernolsheimois          | 3,39             | 610 (2022)                        | 180                |
| Berstheim              | 67035      | Berstheimois            | 3,09             | 513 (2022)                        | 166                |
| Bilwisheim             | 67039      | Bilwisheimois           | 2,56             | 537 (2022)                        | 210                |
| Bischwiller            | 67046      | Bischwillérois          | 17,25            | 12 211 (2022)                     | 708                |
| Bitschhoffen           | 67048      | Bitschhoffenois         | 2,54             | 461 (2022)                        | 181                |
| Brumath                | 67067      | Brumathois              | 29,54            | 10 369 (2022)                     | 351                |
| Dauendorf              | 67087      | Dauendorfois            | 7,63             | 1 433 (2022)                      | 188                |
| Donnenheim             | 67100      | Donnenheimois           | 3,76             | 363 (2022)                        | 97                 |
| Engwiller              | 67123      | Engwillerois            | 3,74             | 470 (2022)                        | 126                |
| Hochstett              | 67203      | Hochstettois            | 2,13             | 421 (2022)                        | 198                |
| Huttendorf             | 67215      | Huttendorfois           | 4,4              | 491 (2022)                        | 112                |
| Kaltenhouse            | 67230      | Kaltenhousiens          | 3,72             | 2 443 (2022)                      | 657                |
| Kindwiller             | 67238      | Kindwillerois           | 5,97             | 648 (2022)                        | 109                |
| Krautwiller            | 67249      | Krautwillerois          | 1,48             | 225 (2022)                        | 152                |
| Kriegsheim             | 67250      | Kriegsheimois           | 3,93             | 776 (2022)                        | 197                |
| Mittelschaeffolsheim   | 67298      | Mittelschaeffolsheimois | 2,64             | 565 (2022)                        | 214                |
| Mommenheim             | 67301      | Mommenheimois           | 8,16             | 2 251 (2022)                      | 276                |
| Morschwiller           | 67304      | Morschwillerois         | 4,62             | 614 (2022)                        | 133                |
| Niedermodern           | 67328      | Niedermodernois         | 4,39             | 900 (2022)                        | 205                |
| Niederschaeffolsheim   | 67331      | Niederschaeffolsheimois | 6,24             | 1 331 (2022)                      | 213                |
| Oberhoffen-sur-Moder   | 67345      | Oberhoffenois           | 14,25            | 3 878 (2022)                      | 272                |
| Ohlungen               | 67359      | Ohlungeois              | 8,39             | 1 381 (2022)                      | 165                |
| Olwisheim              | 67361      | Olwisheimois            | 2,96             | 490 (2022)                        | 166                |
| Rohrwiller             | 67407      | Rohrwillerois           | 2,95             | 1 609 (2022)                      | 545                |
| Rottelsheim            | 67417      | Rottelsheimois          | 2,39             | 294 (2022)                        | 123                |
| Schirrhein             | 67449      | Schirrheinois           | 6,49             | 2 263 (2022)                      | 349                |
| Schirrhoffen           | 67450      | Schirrhoffenois         | 0,63             | 800 (2022)                        | 1 270              |
| Schweighouse-sur-Moder | 67458      | Schweighousiens         | 9,91             | 5 116 (2022)                      | 516                |
| Uhlwiller              | 67497      | Uhlwillerois            | 7,46             | 674 (2022)                        | 90                 |
| Uhrwiller              | 67498      | Uhrwillerois            | 11,02            | 708 (2022)                        | 64                 |
| Val-de-Moder           | 67372      |                         | 9,01             | 5 047 (2022)                      | 560                |
| Wahlenheim             | 67510      | Wahlenheimois           | 2,55             | 609 (2022)                        | 239                |
| Wintershouse           | 67540      | Wintershousiens         | 3,66             | 862 (2022)                        | 236                |
| Wittersheim            | 67546      | Wittersheimois          | 7,05             | 728 (2022)                        | 103                |

### Établissements publics de coopération intercommunale limitrophes

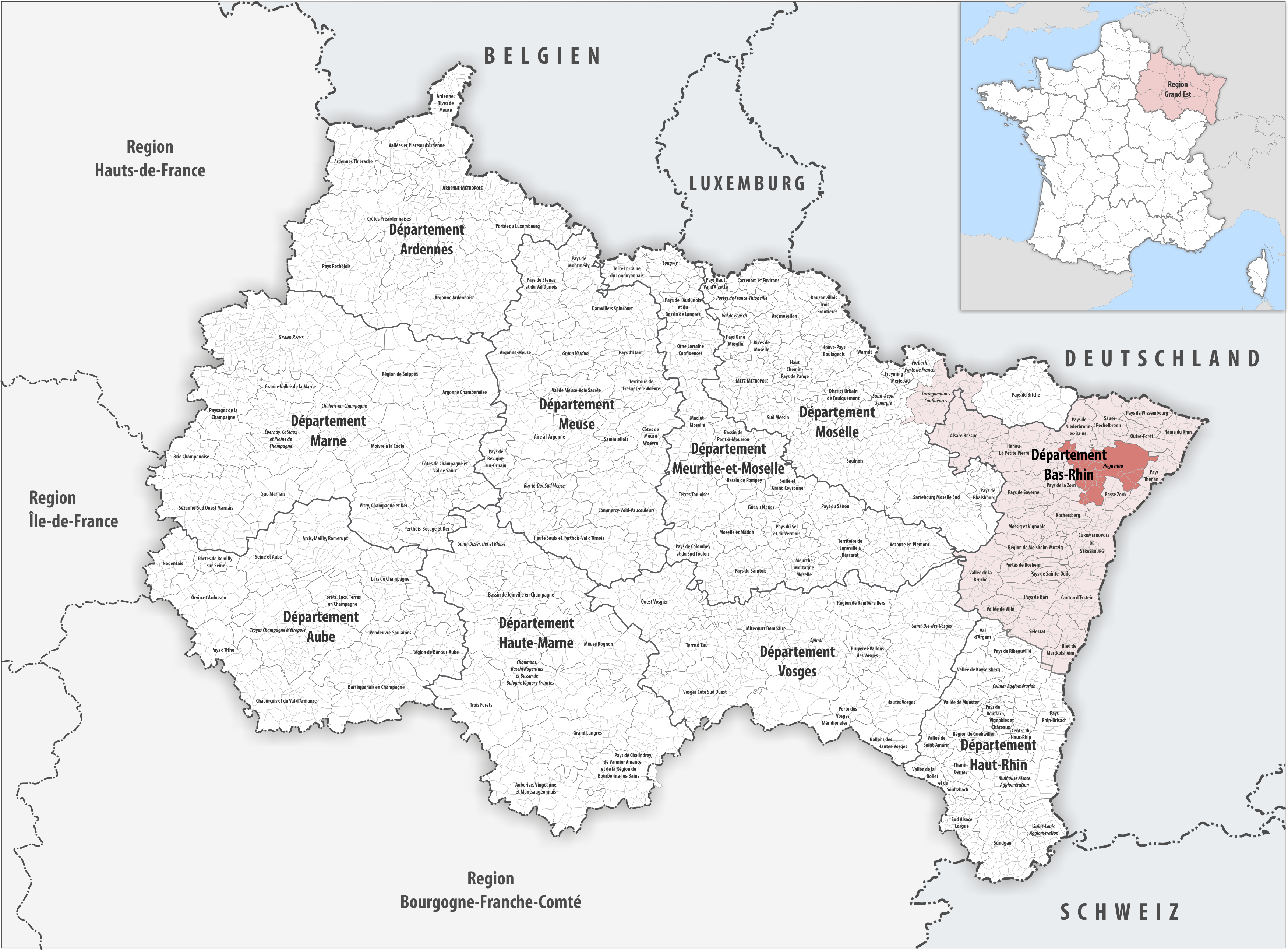
La communauté d'agglomération de Haguenau au sein du Grand Est.

### Pôle d'équilibre territorial et rural
La communauté d'agglomération, conjointement avec les communautés de communes de la Basse-Zorn, de l'Outre-Forêt, du Pays de Niederbronn-les-Bains, du Pays de Wissembourg et Sauer-Pechelbronn, forme le pôle d'équilibre territorial et rural (PETR) de l'Alsace du Nord.

### Démographie
| 1968   | 1975   | 1982   | 1990   | 1999   | 2009   | 2014   | 2020   |
| ------ | ------ | ------ | ------ | ------ | ------ | ------ | ------ |
| 65 908 | 70 778 | 75 522 | 78 613 | 86 916 | 94 853 | 95 864 | 97 995 |

## Administration

### Siège
Le siège de la communauté d'agglomération est situé 84 route de Strasbourg, à Haguenau.

### Élus
Le conseil communautaire de la communauté d'agglomération se compose de 75 conseillers, représentant chacune des communes membres et élus pour une durée de six ans.
Ils sont répartis comme suit :
| Nombre de conseillers | Communes                             |
| --------------------- | ------------------------------------ |
| 23                    | Haguenau                             |
| 8                     | Bischwiller                          |
| 6                     | Brumath                              |
| 3                     | Schweighouse-sur-Moder, Val-de-Moder |
| 2                     | Oberhoffen-sur-Moder                 |
| 1 (+1 suppléant)      | les 30 autres communes               |

### Présidence
Le 11 juillet 2020, Claude Sturni est réélu président de la CAH lors de la séance d'installation qui s'est tenu à l'espace sportif Sébastien LOEB le 11 juillet 2020.
| Période                  | Identité      | Étiquette | Qualité                                                                               |
| ------------------------ | ------------- | --------- | ------------------------------------------------------------------------------------- |
| Depuis le 9 janvier 2017 | Claude Sturni | DVD       | Maire de Haguenau (2008 → ) Député de la 9e circonscription du Bas-Rhin (2012 → 2017) |

### Compétences
La communauté d'agglomération de Haguenau exerce, comme toutes les autres intercommunalités de ce type, les compétences suivantes :
- le développement économique et le tourisme ;
- l'aménagement de l’espace et la mobilité ;
- l'habitat et la politique de la ville ;
- les aires d’accueil des gens du voyage ;
- la collecte et le traitement des déchets ménagers.

Elle assume également les autres compétences des différentes anciennes communautés de communes, uniquement dans leur ancien périmètre respectif.

### Régime fiscal et budget
Le régime fiscal de la communauté d'agglomération est la fiscalité professionnelle unique (FPU).

## Mobilités
La communauté d'agglomération est devenue autorité organisatrice de la mobilité (AOM).
Le territoire est desservi par la ligne Strasbourg-Wissembourg. Le réseau de transport de l'agglomération est appelé Ritmo et couvre la zone avec des lignes régulières et scolaires. Le Sud de la communauté de commune est traversé par l'autoroute A4 et la ligne ferroviaire Paris–Strasbourg.
Deux aéroports existent à proximité, à 35 minutes l'Aéroport de Strasbourg-Entzheim et en 40 min, en Allemagne, le Baden-Airpark.
Le contournement ouest et nord de Haguenau, ainsi que ses aménagements, ont eu recours aux mâchefers à hauteur de 67 000 t, en provenance de Colmar. Les eaux qui percolent à travers le mâchefer, appelées lixiviat, font l'objet d'une surveillance particulière.

### Ferroviaire
Avec la mise en place du RER métropolitain strasbourgeois, le REME, l'importance du hub haguenovien sort renforcée. Mais les dessertes entre Haguenau et Wissembourg risquent d'être dégradées. Ainsi, la desserte de Hunspach va être supprimée.
Brumath est sur la ligne traversante Saverne-Sélestat du REME.

### Impact énergétique et climatique

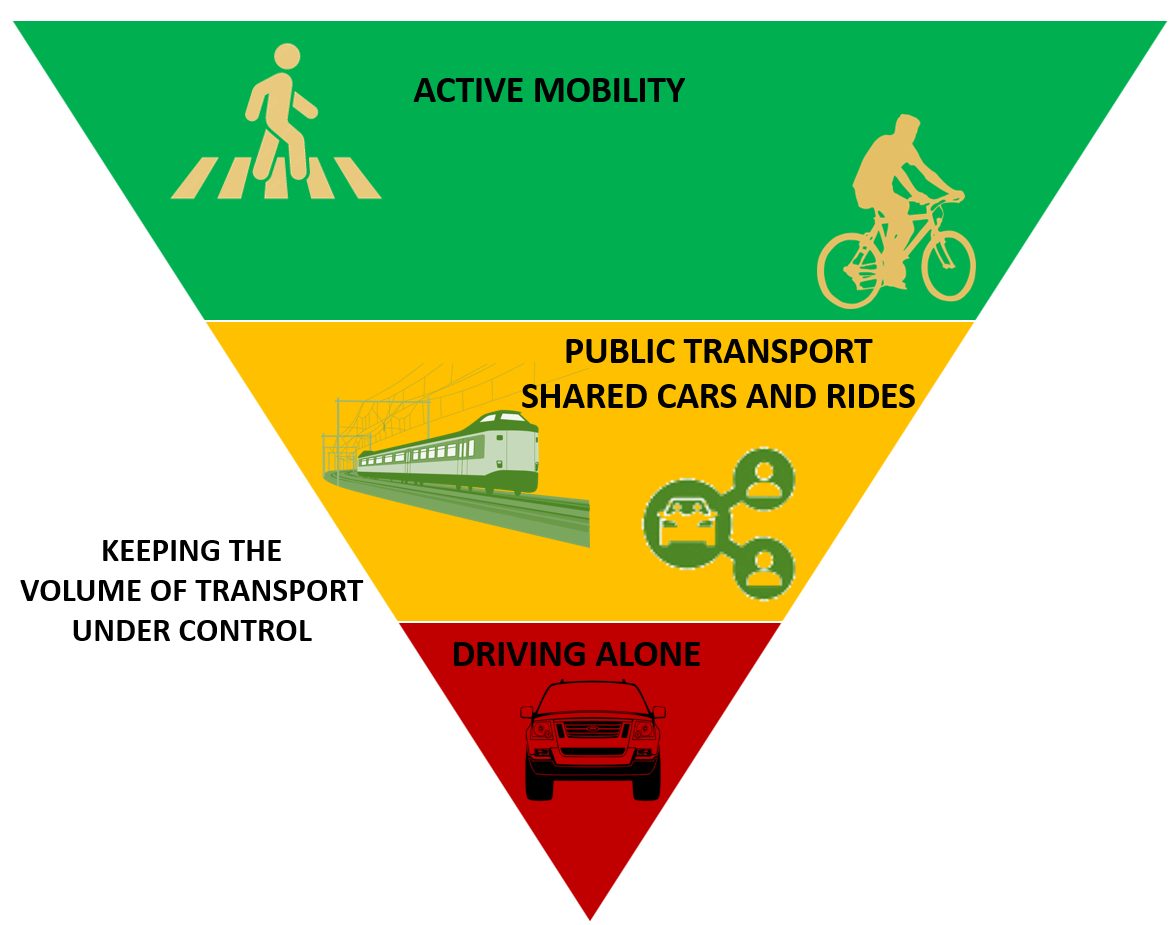
Pyramide de la mobilité, proposée par le projet européen Share North.

| -                              | Transports routiers | Autres transports |
| ------------------------------ | ------------------- | ----------------- |
| Carburant (GWh)                | 807                 | 7                 |
| Électricité (GWh)              | 2                   | 6                 |
| Gaz à effet de serre (ktéqCO2) | 202                 | 2                 |

## Environnement

### Déchets
Le territoire compte une usine d'incinération à Schweighouse-sur-Moder. L'usine produit environ 16 000 tonnes de mâchefers et 3 000 tonnes de résidus d'épuration des fumées d'incinération des ordures ménagères par an. Elle délivre environ 107 GWh de chaleur par an, qui alimentent un réseau de chaleur. Selon l’association Zéro déchet Strasbourg, l’énergie thermique récupérée dans les incinérateurs est faible au regard de l’énergie grise que recèlent les déchets,.

### Énergie et climat
Après Strasbourg, Haguenau constitue le deuxième îlot de chaleur le plus marqué du Bas-Rhin.
Dans le cadre du schéma régional d'aménagement, de développement durable et d'égalité des territoires (SRADDET) du Grand Est, ATMO Grand Est tient à jour les statistiques énergétiques  des établissements publics de coopération intercommunale de la collectivité européenne d'Alsace sous forme de diagramme de flux.
L'énergie finale annuelle, consommée en 2022, est exprimée en gigawatts-heures,.
| -                          | GWh   |
| -------------------------- | ----- |
| Électricité                | 665   |
| Carburants ou combustibles | 1 709 |
| Chaleur primaire           | 189   |

L'énergie produite en 2022 est également exprimée en gigawatts-heures.
| -                          | GWh |
| -------------------------- | --- |
| Électricité                | 25  |
| Carburants ou combustibles | 210 |
| Chaleur primaire           | 174 |

Les gaz à effet de serre sont exprimés en kilotonnes équivalent CO2.
| -                     | ktéqCO2 |
| --------------------- | ------- |
| Liées à l'énergie     | 415     |
| Non liées à l'énergie | 71      |